# 下阿穆爾州

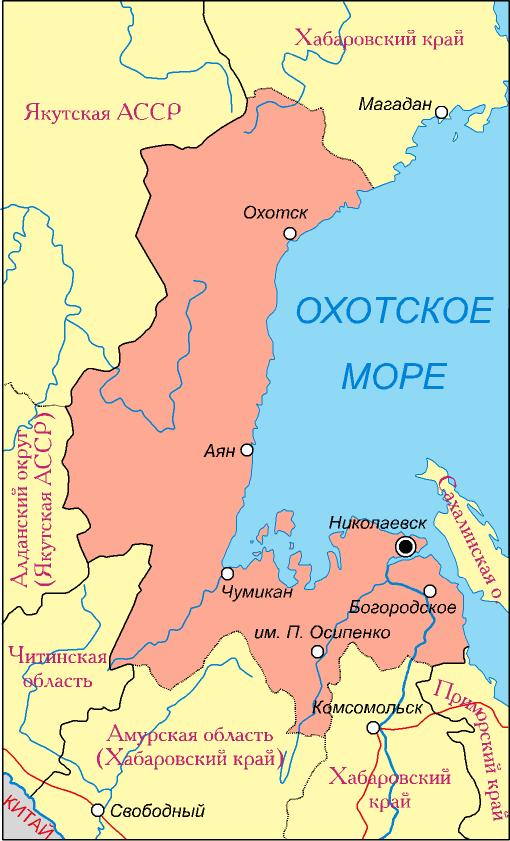

下阿穆爾州（俄语：Нижне-Амурская область）是俄羅斯蘇維埃聯邦社會主義共和國的一個州，屬哈巴羅夫斯克邊疆區管轄（1938年10月20日起），位於該區的最北部。因位於黑龍江（阿穆爾河）下游而得名。首府尼古拉耶夫斯克。
1934年7月22日，由遠東邊疆區的兩個區合併而成。1956年1月23日，被併入哈巴羅夫斯克邊疆區。